# Thecla guapila
Thecla guapila är en fjärilsart som beskrevs av William Schaus 1913. Thecla guapila ingår i släktet Thecla och familjen juvelvingar. Inga underarter finns listade i Catalogue of Life.